# Peperomia bourneae
Peperomia bourneae är en pepparväxtart som beskrevs av C. Dc.. Peperomia bourneae ingår i släktet peperomior, och familjen pepparväxter. Inga underarter finns listade i Catalogue of Life.